# Paula Zahn
Paula Ann Zahn (Omaha, Nebraska; 24 de febrero de 1956) es una periodista y presentadora de noticias estadounidense. Trabajó para las divisiones de noticias de Columbia Broadcasting System (CBS)-Televisión y American Broadcasting Company (ABC)-Televisión, y en los canales de noticias por cable Fox News Network y Cable News Network (CNN). En Fox News Channel presentó The Edge con Paula Zahn . En la CNN presentó Paula Zahn Now y People in the News, un programa producido conjuntamente por la CNN y la revista People.